# Germaine de Pibrac
Pour les articles homonymes, voir Germaine et Cousin.
Germaine Cousin dite sainte Germaine de Pibrac, née vers 1579 à Pibrac (Haute-Garonne) où elle meurt vers le 15 juin 1601, est une vierge et sainte catholique, fêtée le 15 juin.

## Biographie
Fille de Laurent Cousin, un modeste laboureur et de son épouse Marie Laroche, Germaine naît à Pibrac, petit village situé 15 km à l'ouest de Toulouse, en 1579.

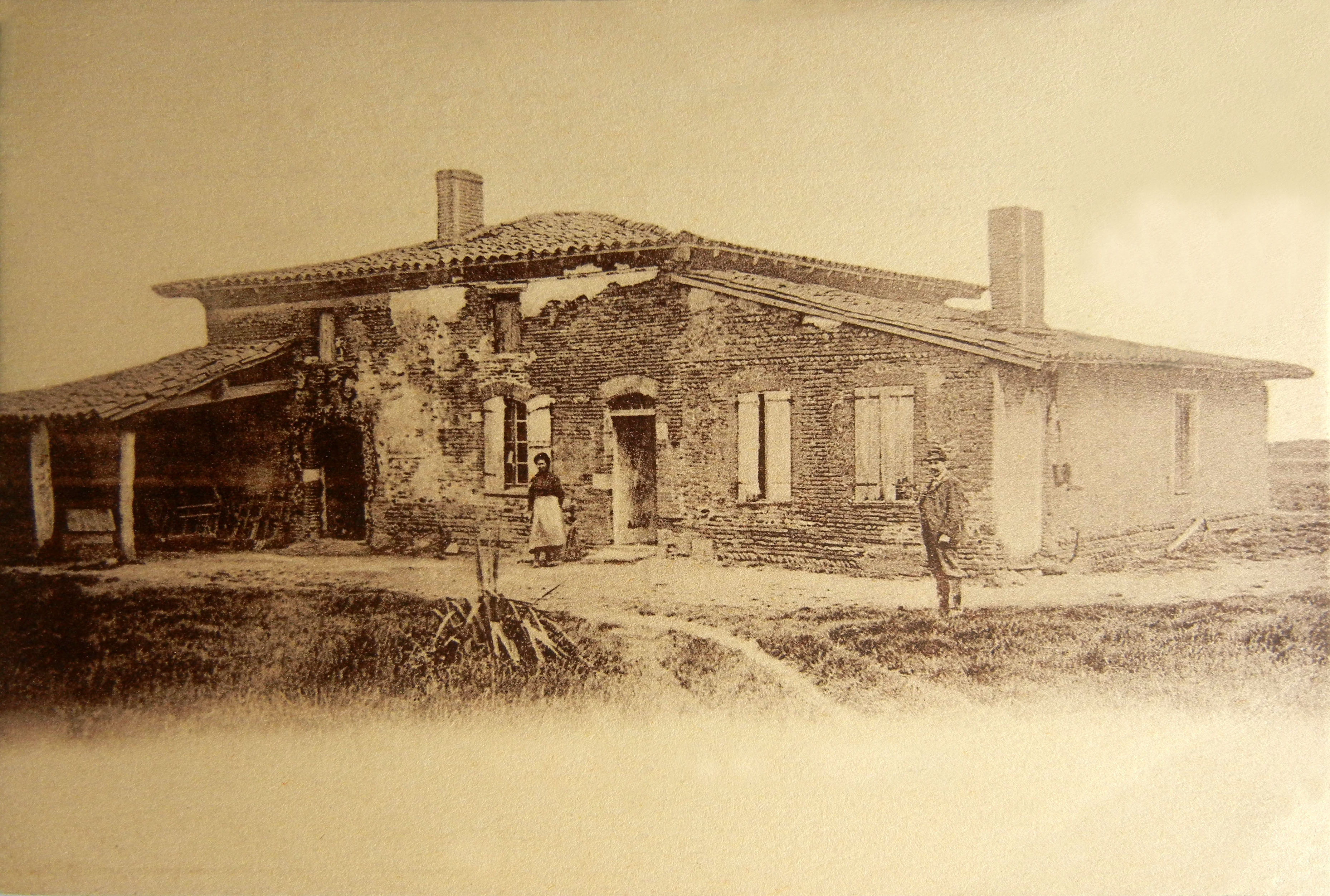
La métairie de Mestre Laurens à Pibrac en Haute-Garonne (v. 1920) : maison ou est née et a vécu sainte Germaine (1579-1601).

Atteinte de scrofules (adénopathie tuberculeuse), elle avait aussi une main atrophiée. Sa mère mourut alors qu'elle était encore très jeune. Par la suite, son père se remaria avec une femme acariâtre qui lui fit subir toutes sortes d'humiliations et de maltraitances. Germaine fut reléguée dans un appentis, loin de la vie familiale.
Elle persuada son père de l'envoyer garder le troupeau de moutons dans la nature, où elle pouvait réciter son chapelet et trouver le réconfort dans la prière. Elle allait tous les jours à la messe, et donnait aux pauvres le peu de pain qu'elle avait.
Un jour de 1601, son père la trouva morte dans le réduit où on l'obligeait à dormir. Elle avait 22 ans. Elle fut enterrée dans l'église de Pibrac, et, peu à peu, tout le monde oublia l'existence de cette sépulture.

## Les miracles de son vivant
- Elle plantait sa quenouille en terre et la quenouille gardait les moutons ; jamais une brebis ne s'égara, et jamais non plus les loups, pourtant nombreux dans la région à cette époque, n'attaquèrent le troupeau.
- Pour aller à l’église, elle devait traverser un gros ruisseau. Un jour que le ruisseau était en crue, des paysans qui la voyaient venir se demandaient, d’un ton railleur, comment elle ferait pour passer. Les eaux s’ouvrirent devant elle et elle le traversa sans même mouiller sa robe[1].
- Un jour, sa marâtre l'accusa de voler du pain. Elle la poursuivit afin de la frapper et de la confondre, malgré l'insistance de voisins qui voulaient la retenir. Quand celle-ci rattrapa Germaine et lui fit ouvrir son tablier, à la place du pain qu'elle pensait y trouver s'étalait une brassée de roses[1]. Son père fut alors ébranlé, il interdit à sa femme de frapper Germaine et lui demanda de réintégrer la maison ailleurs que dans le grabat qu'elle occupait. Elle refusa. Un tel miracle est aussi rapporté pour sainte Élisabeth de Hongrie et sainte Élisabeth de Portugal.
- La nuit de sa mort, on raconte que deux religieux en route pour Pibrac à la nuit tombée, virent passer en direction de la maison de Laurent Cousin deux jeunes filles vêtues de blanc. Le lendemain matin, alors qu'ils reprenaient leur route, ils virent ressortir trois jeunes filles, dont l'une, encadrée par les deux autres, était couronnée de fleurs.

## Les miracles après sa mort

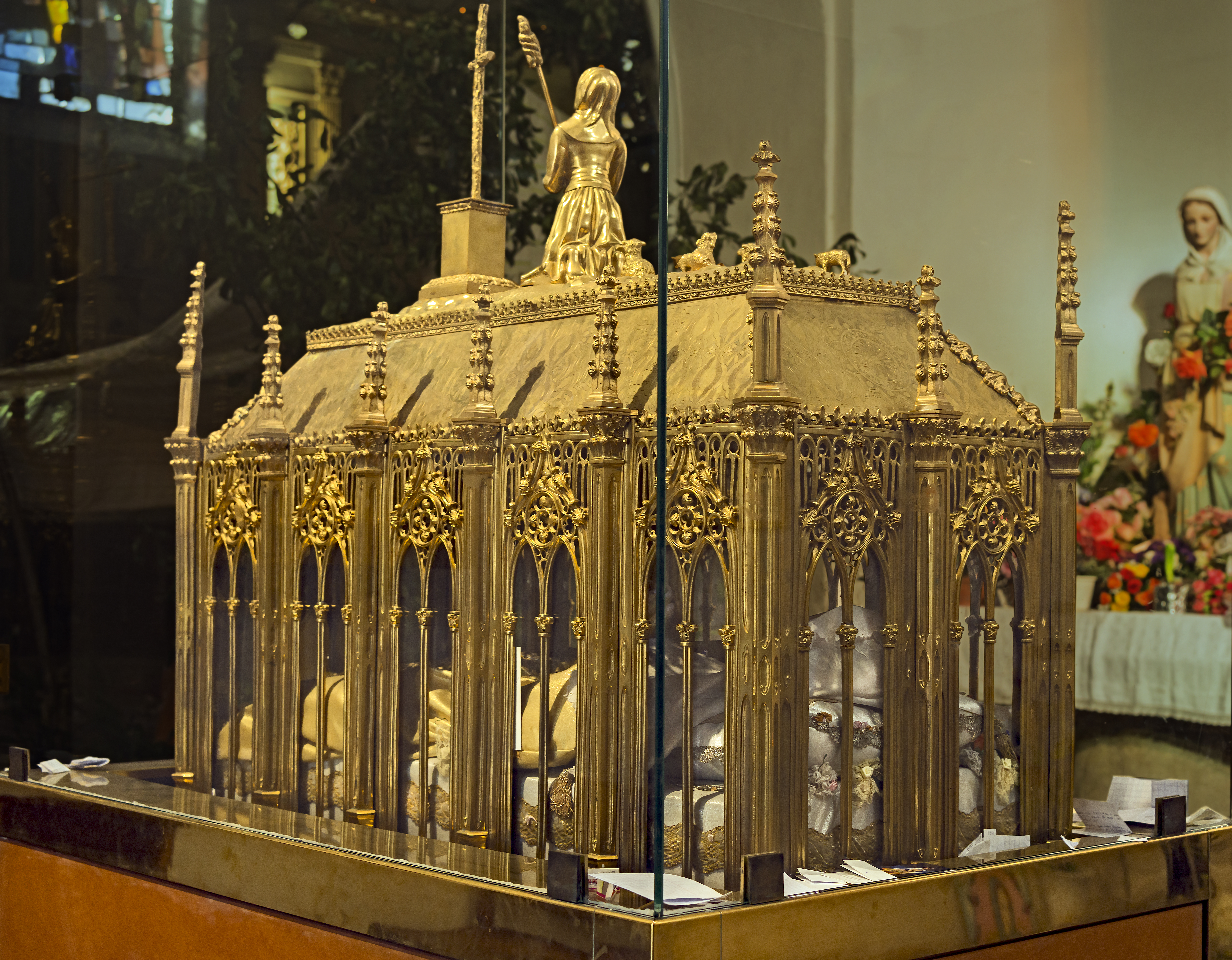
Reliquaire de sainte Germaine, église Sainte-Marie-Madeleine de Pibrac.

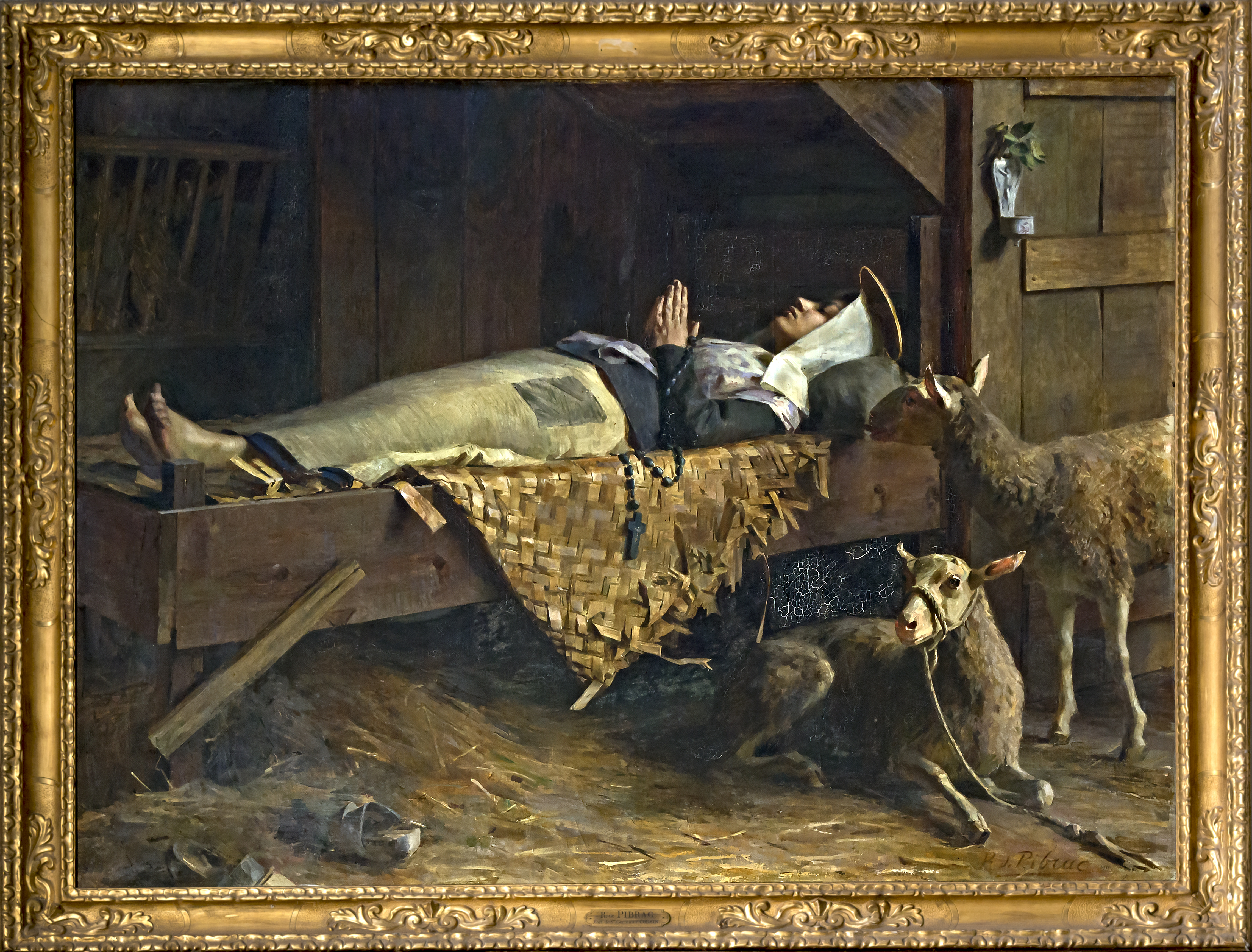
La Mort de sainte Germaine, Raoul du Faur de Pibrac (1910), église Sainte-Marie-Madeleine de Pibrac.

En 1644, alors que le sacristain se préparait à organiser des funérailles en creusant une fosse, il tomba sur un corps enseveli dont la fraîcheur le stupéfia. Même les fleurs que la morte tenait étaient à peine fanées. À la difformité de sa main, aux cicatrices des ganglions de son cou, on reconnut Germaine Cousin. Son corps fut alors déposé dans un cercueil de plomb, offert par une paroissienne guérie par l'intercession de la sainte, et déposé dans la sacristie où il demeura, à nouveau oublié, encore seize ans.
Le 22 septembre 1661, Jean Dufour, vicaire général de l’archevêque de Toulouse, Pierre de Marca, vint à Pibrac. Il s'étonna de voir ce cercueil resté dans la sacristie, le fit ouvrir, et découvrit que la sainte présentait toujours le même état de fraîcheur. Il fit creuser tout autour de là où le corps avait été trouvé, et tous les morts enterrés au même endroit n'étaient plus que des squelettes. Ébranlé par ce miracle, le vicaire général demanda l'ouverture du procès en canonisation de Germaine en 1700.
Sa dépouille subit encore de nombreuses pérégrinations accompagnées de plusieurs miracles ; en 1793, sous la Révolution, la commune de Toulouse décide de détruire la dépouille par trempage dans de la chaux vive. Deux ans plus tard, en 1795, le curé constitutionnel de Pibrac récupère la dépouille, maintenant sous forme d'os, et la réinhume dans l'église.

## Béatification
Quatre principaux miracles furent certifiés, discutés par la sacrée congrégation des rites, et approuvés pour la béatification de Germaine par Pie IX le 7 mai 1854 :
- La multiplication du pain dans la communauté de Notre-Dame de Charité du Bon-Pasteur à Bourges en novembre 1845.
- La multiplication de la farine, dans le même monastère, peu après celle du pain.
- La guérison parfaite et instantanée de Jacqueline Catala, petite fille de sept ans, rachitique depuis l'âge de 18 mois.
- La guérison, également instantanée et parfaite, de Pierre Leduc, un jeune homme de 14 ans, du village de Cornebarrieu, atteint à la hanche d'une fistule carieuse et très profonde.

## Canonisation
Germaine fut canonisée en 1867. À Pibrac, le 15 juin 1901, Mgr Germain pose la première pierre d'une nouvelle église dédiée à sainte Germaine. La basilique a été consacrée le 15 juin 1967 par Mgr Saint-Gaudens et en 2010 le pape Benoît XVI lui donna officiellement le titre de basilique mineure.
La maison natale de Germaine Cousin, la « métairie de Mestre Laurens », existe toujours. Elle est située à environ 2 kilomètres du village de Pibrac, dans le hameau appelé « le Gainé ». Récemment restaurée, elle peut être visitée.

## Patronage
Sainte Germaine est la patronne des faibles, des malades, des déshérités et des bergers. 

## Iconographie
On la représente vêtue d'une longue robe recouverte d'un tablier avec un foulard sur les cheveux dans un décor pastoral avec une quenouille et un bâton de bergère accompagnée d'une brebis ou de plusieurs moutons, avec un bouquet de roses ou quelques roses à ses pieds nus.

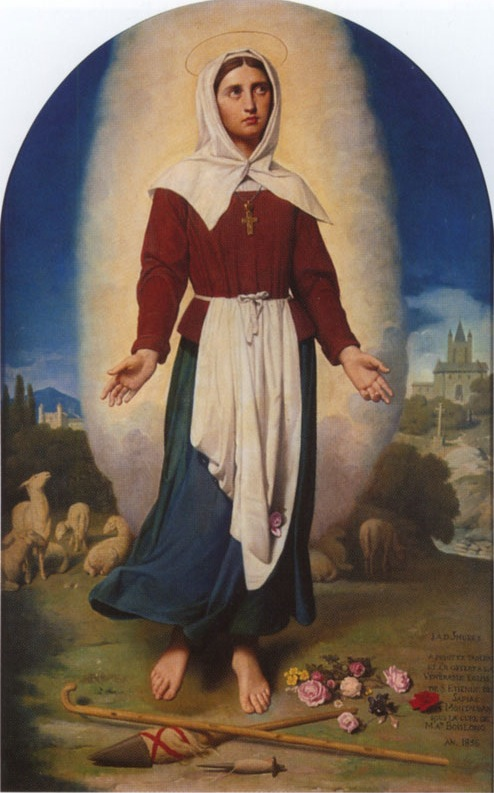
Jean-Auguste-Dominique Ingres (1856), église Saint-Étienne de Sapiac, Montauban
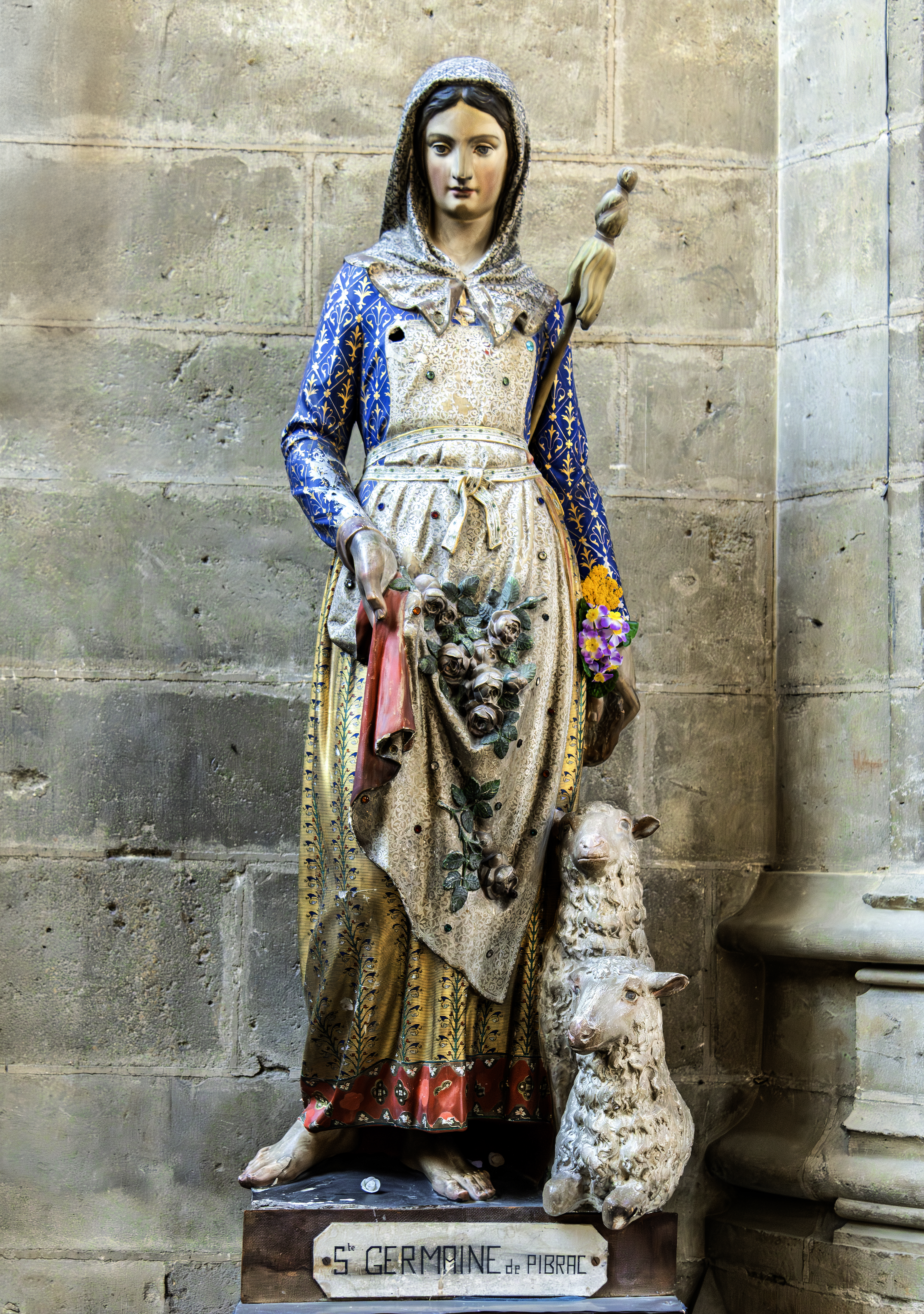
Cathédrale Sainte-Marie d'Auch
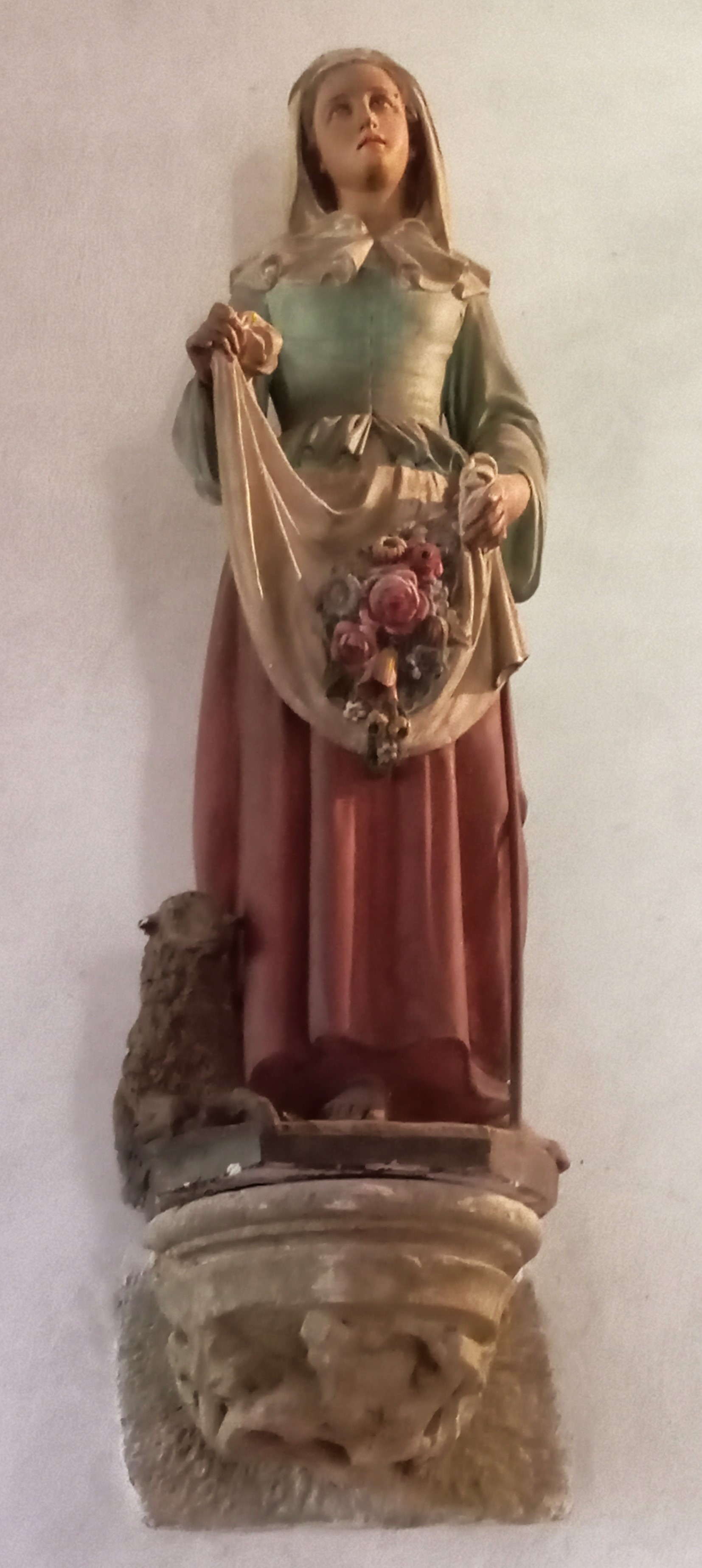
Chapelle de Lothéa (Finistère)

## Fête
Elle est fêtée le 15 juin.